# Bastian Dankert
Bastian Dankert (nacido el 9 de junio de 1980 en Schwerin, Alemania) es un árbitro alemán de futbol que reside en Rostock. Es profesional a nivel nacional e internacional, tanto para la FIFA como para UEFA.

## Carrera
Para 2008 se convirtió en árbitro de la Federación Alemana de Fútbol y cuatro años más tarde, en 2012, llegó a la Bundesliga, la división de máxima categoría dentro del fútbol alemán; y más tarde en 2014, consiguió llegar a ser parte de los árbitros FIFA.
En 2014, Dankert se inscribió en la lista de árbitros de la FIFA junto con Tobias Stieler. Reemplazaron a Florian Meyer y Thorsten Kinhöfer, quienes tuvieron que jubilarse por motivos de edad.
El 18 de octubre de 2015, en el partido entre el 1. FC Köln y el Hannover 96, tomó una decisión muy equivocada cuando el jugador del Hannover Leon Andreasen marcó el único gol del partido con la mano. Dankert reconoció el gol sin preguntar a Andreasen si había mano, como ocurre oficialmente en situaciones controvertidas. Según las imágenes de televisión, Dankert admitió su error.
En 2018, fue elegido por la FIFA como uno de los árbitros asistentes de video para el VAR en la Copa Mundial de Rusia, competición que sería la primera en utilizar esta tecnología que se utiliza comúnmente a día de hoy.

## Fuera de las canchas
Dankert, además de árbitro, es científico del deporte, además de tener experiencia en marketing, siendo director de está área en la LFV (Asociación Estatal de Fútbol de Mecklemburgo-Pomerania Occidental), donde también se desempeñó como director general desde 2009 hasta el año 2021, cuando, debido a su paternidad y querer darle más tiempo a su familia, decidió tomarse un descanso de dos años, que sigue a día de hoy.

## Estadísticas
Dankert ha sido árbitro en un total de 452 partidos, donde sacó 1691 tarjetas amarillas, 49 amarillas dobles, 45 tarjetas rojas y pitó un total de 120 penaltis. Entre estos números, encontramos sus 152 partidos arbitrados en la Bundesliga, 84 en la 2. Bundesliga, 20 en la Copa de Alemania, una Supercopa de Alemania, 6 partidos en la Europa League y otros 6 en la Champions, entre otras competiciones.